# Kovar
Le Kovar (marque déposée) est un alliage FeNiCo à faible coefficient de dilatation thermique.
Il est utilisé pour le scellement verre/métal ou céramique/métal dans une large plage de température et pour de multiples applications. En effet, il présente un coefficient de dilatation thermique voisin de ceux de verres durs comme le verre borosilicate.
Le Kovar est dérivé d'un alliage plus connu : l'Invar. Ce dernier est un alliage de fer à 36 % de nickel qui présente une stabilité de longueur remarquable puisque sa dilatation est quasiment nulle aux températures voisines de la température ambiante.

## Composition
La composition typique du Kovar, exprimé en pourcentage massique, est la suivante : 53,5 % de fer, 29 % de nickel, 17 % de cobalt, 0,3 % de manganèse et 0,2 % de silicium avec un maximum de 0,02 % de carbone.

## Applications

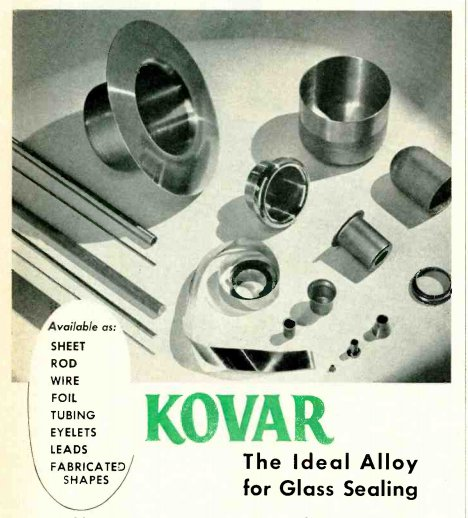
Publicité de 1950.

Il sert dans des dispositifs électroniques ou optiques renfermant du verre ou de la céramique, tels que :
- tubes électroniques, cathodiques, à rayons X et à micro-onde ;
- lampes à incandescence ;
- transistors, diodes et circuits intégrés ;
- amplificateurs optiques et supports d'optiques de télescopes embarqués dans des satellites.

## Caractéristiques techniques
| Coefficient de dilatation thermique | ~ 5 × 10−6 K−1 entre 25 °C et 300 °C |
| Module d'élasticité                 | ~ 140 GPa                            |
| Résistivité électrique              | 490 × 10−9 Ω m                       |
| Conductivité thermique              | ~ 17 W m−1 K−1                       |
| Température de fusion               | 1 450 °C                             |
| Densité                             | 8,359                                |

Cet alliage existe sous d'autres appellations commerciales : Dilver P, K Rodar, Nicoseal, Nicosel, Nilo K, Telcoseal 1.
L'entreprise Imphy Alloys produit ce type d'alliage sur le site près de Nevers, France. Elle fait actuellement partie du groupe sidérurgique Aperam.